# Yomikiri
Yomikiri (tiếng Nhật: 読み切り; tiếng Anh: One-shot) là một thể loại truyện ngắn nhằm thăm dò ý kiến độc giả trước khi tiến hành xuất bản một loạt manga dài kỳ nào đó. Nhà xuất bản sẽ phát hành trước một chương và không có chương thứ hai, vốn thường là tổng hợp nội dung chính hay giới thiệu sơ như đúng tên gọi yomikiri (đọc lướt) để thu thập các đánh giá trước khi tiến hành lên kế hoạch lựa chọn tác phẩm để phát hành trường kỳ. Một số tác giả truyện tranh đáng chú ý cũng thực hiện rất nhiều các yomikiri khác nhau để thử nghiệm ý tưởng mới của mình song song với việc vẫn tập trung vào các tác phẩm chính.

Trong truyện tranh, one-shot là một tác phẩm được xuất bản dưới dạng một câu chuyện độc lập, chứ không phải là một phần của một bộ truyện đang diễn ra. One-shot có từ đầu thế kỷ 19, được xuất bản trên báo và ngày nay có thể ở dạng truyện tranh được xuất bản đơn lẻ , các phần của tạp chí/tuyển tập truyện tranh hoặc được xuất bản trực tuyến trên các trang web mất nguồn trong ngành tiếp thị, một số bức ảnh chụp một lần được sử dụng làm công cụ quảng bá gắn liền với các sản phẩm, phim ảnh, trò chơi điện tử hoặc chương trình truyền hình hiện có mất nguồn.
Trong ngành công nghiệp truyện tranh Nhật Bản, one-shot là một thuật ngữ ngụ ý rằng truyện tranh được trình bày toàn bộ mà không có bất kỳ phần tiếp theo nào. Các bộ truyện tranh one-shot thường được viết cho các cuộc thi, và đôi khi sau đó được phát triển thành một loạt phim dài tập, giống như một phi công truyền hình. Nhiều bộ truyện tranh nổi tiếng bắt đầu dưới dạng one-shot, chẳng hạn như Dragon Ball, Fist of the North Star, Naruto, Bleach, One Piece, Berserk, Kinnikuman vàDeath Note. Các tạp chí light novel cũng sử dụng cách này để tuyển chọn các tác phẩm mới trông có vẻ hấp dẫn trong vô số các tác phẩm của nhiều tác giả khác nhau. Rising Stars of Manga là cuộc thi hàng năm dành cho các bộ truyện tranh one-shot nguyên bản bằng tiếng Anh, nhiều trong số đó đã trở thành loạt truyện tranh dài tập. Một số tác giả manga nổi tiếng, chẳng hạn như Akira Toriyama và Rumiko Takahashi, đã làm việc trên nhiều truyện ngắn ngoài các tác phẩm được đăng nhiều kỳ của họ.
Ở Hoa Kỳ, one-shot thường được gắn nhãn "# 1" mặc dù không có vấn đề nào sau đây và đôi khi được đặt phụ đề là "đặc biệt". Đôi khi, một nhân vật hoặc khái niệm sẽ xuất hiện trong một loạt ảnh chụp một lần, trong trường hợp chủ đề không đủ sinh lợi về mặt tài chính để tạo ra một loạt phim liên tục hoặc có giới hạn , nhưng vẫn đủ phổ biến để được xuất bản thường xuyên, thường xuyên hàng năm hoặc hàng quý. Một ví dụ hiện tại về một loạt các bức ảnh chụp một lần sẽ là ấn phẩm Franklin Richards: Son of a Genius của Marvel Comics. Không nên nhầm lẫn kiểu one-shot này với truyện tranh hàng năm, thường là một ấn phẩm đi kèm với một loạt bài liên tục đã được thiết lập.
Thuật ngữ này cũng đã được vay mượn trong ngành truyện tranh Pháp-Bỉ, về cơ bản có cùng ý nghĩa, mặc dù ở đó nó chủ yếu đề cập đến các album truyện tranh.
Lịch sử nghệ thuật truyện tranh của các quốc gia và khu vực khác nhau đang đi theo những con đường khác nhau. Nghệ thuật truyện tranh hay manga sơ khai của Nhật Bản bắt đầu phát triển từ thế kỷ 12 và phát triển từ Chōjū-jinbutsu-giga ("Biếm họa về động vật"), tiến xa đến ukiyo-e ("thế giới nổi") vào thế kỷ 17. Truyện tranh và biếm họa hài hước kiểu phương Tây đã du nhập vào Nhật Bản vào cuối thế kỷ 19 và ảnh hưởng đến phong cách nghệ thuật truyện tranh. Mặt khác, sự phát triển đáng kể của nghệ thuật truyện tranh Nhật Bản thời kỳ hiện đại đã phát sinh sau Thế chiến thứ hai và tiếp tục phát triển thành các thể loại đa dạng. Ngày nay, Nhật Bản có thị trường manga lớn nhất và trưởng thành nhất trên toàn thế giới. Gần một phần tư tất cả các tài liệu in ở Nhật Bản là dưới dạng manga, trong khi khán giả ở mọi lứa tuổi.

### Manga one-shot thời hiện đại
Hầu hết các manga one-shot thời hiện đại ( yomikiri 読 み 切 り) đều có bối cảnh thế giới quan, thiết kế nhân vật và mạch truyện độc lập, thay vì chia sẻ cùng một vũ trụ truyện tranh. Ở Nhật Bản và các quốc gia châu Á khác, một số bộ truyện tranh one-shot giống như tấm bảng cất cánh để xác định mức độ yêu thích từ khán giả. Định dạng của manga một tập có thể được thay đổi nếu nó có triển vọng thị trường rộng lớn,  để:
1) Manga one-shot có thể trở thành manga tiếp tục được đăng nhiều kỳ sau khi chuyển thể.
2) Manga one-shot có thể phát triển thành một loạt manga one-shot hoặc manga nối tiếp, có cùng bối cảnh thế giới và thiết kế nhân vật, nhưng ở các mạch truyện khác nhau.
3) Các câu chuyện phụ có thể bắt nguồn từ manga một cảnh gốc, chẳng hạn như phần tiền truyện, phần tiếp theo và câu chuyện phụ của vai phản diện hoặc vai phụ.

### Thể loại truyện tranh One-shot
Thị trường truyện tranh Nhật Bản có rất nhiều thể loại manga đặc sắc. Các danh mục được liệt kê dưới đây:
Kodomo hướng đến đối tượng là trẻ nhỏ;
Shonen nhắm đến các bé trai;
Shojo nhắm đến các cô gái;
Seinen nhắm đến những người đàn ông trẻ tuổi;
Josei hướng đến những phụ nữ trẻ tuổi trưởng thành.
Trong khi one-shot có thể là một manga fanart độc lập, Doujin cũng có thể được định nghĩa là manga một shot hoặc tự xuất bản ngoài ngành thông thường với tên gọi Doujinshi. Mặt khác, tạp chí và tankobon đều là những định dạng xuất bản tốt cho manga one-shot.

### Nghệ sĩ
Các họa sĩ manga One-shot quá nhiều để có thể liệt kê đầy đủ. Dưới đây là một số nghệ sĩ có tác phẩm one-shot tiêu biểu, có thể được sử dụng thêm để tìm hiểu và quan tâm.

#### Osamu Tezuka
Osamu Tezuka năm 1951.
Osamu Tezuka (1928-1989), được gọi là "Vị thần của Manga", là một họa sĩ truyện tranh và nhà làm phim hoạt hình Nhật Bản . Ông là một trong những họa sĩ hoạt hình nổi tiếng nhất của Nhật Bản, người đã giành được nhiều giải thưởng tại các liên hoan phim hoạt hình quốc tế và cũng là một bác sĩ y khoa.  Trong sự nghiệp kéo dài 5 thập kỷ của mình, ông đã tạo ra hơn 150.000 trang truyện tranh.  Ông đã góp phần xây dựng ngành công nghiệp truyện tranh Nhật Bản hiện tại.  Ví dụ về manga one-shot của anh ấy bao gồm:
- Rain Boy / Amefuri Kozou (雨 ふ り 小僧)
- ZEPHYRUS
- Metropolis (メ ト ロ ポ リ ス)
- Shin Takarajima

#### Junji Ito
Junji Ito (sinh năm 1963) là một họa sĩ truyện tranh kinh dị nổi tiếng người Nhật Bản, người đã tạo ra hàng trăm tác phẩm truyện tranh, trong đó có nhiều tác phẩm là manga one-shot. Anh ấy có một phong cách nghệ thuật hiện thực độc đáo, kết hợp giữa khủng bố tâm lý và khủng bố hình ảnh của Nhật Bản. Nghệ thuật kinh dị của anh bị ảnh hưởng bởi các tác giả và nghệ sĩ như HP Lovecraft , Yasutaka Tsutsui, Hideshi Hino và Kazuo Umezu.  Các tác phẩm của ông có một chút hài hước giá treo cổ (hoặc hài kịch đen), triết học siêu hình, triết học hiện sinh và Thần thoại Cthulhu, nhưng ít quan tâm đến các âm mưu sáo rỗng. Ví dụ về manga one-shot của anh bao gồm:
- Hellstar Remina
- Biệt thự ma
- Giọng nói của quỷ
- Khuôn mặt cố định
- Hiệp hội quản lý Ghost Heights
- Ghế con người
- Nhật ký về chó của Junji Ito
- Bạch tuyết của Junji Ito
- Núi của các vị thần
- Người phụ nữ xương sườn
- Chuyến đi tốt nghiệp vào mùa hè
- Umezz Kazuo và tôi
- Yêu quái Kyoushitsu

#### Akira Toriyama
Akira Toriyama (sinh năm 1955) là một họa sĩ truyện tranh và nhà thiết kế nhân vật người Nhật Bản. Ông đã tạo ra rất nhiều tác phẩm nổi tiếng bao gồm các tác phẩm nổi tiếng nhất của ông là Tiến sĩ Slump và Bảy viên ngọc rồng . Cả hai tác phẩm nổi tiếng nhất của ông đều bán được hàng triệu bản tại Nhật Bản và được chuyển thể thành các bộ anime. Ông được coi là một nghệ sĩ được kính trọng, người có ảnh hưởng đến lịch sử truyện tranh trên toàn thế giới. Tác phẩm Bảy viên ngọc rồng của ông bắt đầu là một shot ngắn, sau đó được chuyển thể thành một bộ truyện tiếp tục và trở thành manga bán chạy thứ hai cho đến nay. Một số manga one-shot của anh ấy:
- Wonder Island
- Wonder Island 2
- Today's Highlight Island
- Tomato the Cutesy Gumshoe
- Pola & Roid
- Escape
- Mad Matic
- The Adventure of Tongpoo
- Mr. Ho
- Lady Red
- Young Master Ken'nosuke

## Truyền thống phương Tây
Các tác phẩm truyện tranh nguyên mẫu ở các nước phương Tây là sách nhỏ , quà tặng hoặc các phần truyện tranh trên báo Chủ nhật vào thế kỷ 19. Sau đó, chúng được phát triển và xuất bản dưới dạng tạp chí truyện tranh được phân phối cùng với doanh số bán báo trên các sạp báo .  Mặt khác, sách đồ họa ở Mỹ cũng được xem là phát triển từ các cuốn sách nhỏ bán trên các sạp báo.  Truyện tranh không được đánh giá cao ở thị trường sơ khai, ví dụ, trong thời kỳ trầm cảm , truyện tranh được sử dụng để tăng doanh số bán báo và một số sản phẩm khác ở Mỹ. Hầu hết các truyện tranh đều là truyện tranh một tập trước khi có sự xuất hiện của các bộ truyện dài liên tục trên các tờ báo . Sau một số phát triển ban đầu, tạp chí truyện tranh hàng tuần đã trở thành cách phổ biến chính ở thị trường truyện tranh châu Âu.  Bị ảnh hưởng bởi sự hỗn loạn của các cuộc cách mạng và thay đổi xã hội trong thế kỷ 20, nghệ thuật truyện tranh thay thế của phương Tây đã nhanh chóng phát triển cũng như ở Mỹ những năm 1970 và 1980.  Ngoài ra, Mỹ đã khuấy động làn sóng truyện tranh siêu anh hùng kể từ những năm 1930, và dạng truyện tranh này vẫn đang thống trị thị trường truyện tranh.

### Thế kỷ 19 và đầu thế kỷ 20
Trong thời kỳ này, truyện tranh và tạp chí là những định dạng đọc chính dẫn đầu thị trường. Các thể loại khác nhau như hài hước , biếm họa và kinh dị là những hình thức truyện tranh thống trị vào thời điểm đó. Ban đầu, tạp chí được tách ra từ phần bổ sung truyện tranh của các tờ báo trong vòng một thập kỷ kể từ khi chúng xuất hiện lần đầu tiên ở Mỹ.  Mặt khác, ở châu Âu, định dạng tạp chí được phát triển như một phụ bản truyện tranh của các tờ báo dọc theo các đặc điểm của châu Âu và không bao giờ mất đi tính nhận dạng. Điều đáng nói là nghệ thuật truyện tranh ngày càng phát triển nhanh chóng trong các cuộc cách mạng xã hội, trong khi truyện tranh lại rất thời sự và hướng đến mọi lứa tuổi.

### Truyện tranh one-shot thời hiện đại
Kể từ những năm 1930, một dạng truyện tranh cụ thể, truyện tranh siêu anh hùng , đã gây sốt ở Mỹ và ảnh hưởng sâu hơn đến thị trường truyện tranh của các nước khác. Nó thống trị ngành công nghiệp xuất bản về nghệ thuật truyện tranh, và hầu hết các truyện tranh đã xuất bản đều chứa những câu chuyện một tập chứ không phải là những câu chuyện được đăng nhiều kỳ.  Cũng cần nhắc lại rằng một nhân vật chính nổi tiếng duy nhất luôn tập trung tất cả các điểm nổi bật trong một câu chuyện truyện tranh về Siêu anh hùng. Mẫu truyện bán chạy nhất này vẫn chiếm đa số trên thị trường truyện tranh Mỹ cho đến tận ngày nay.  Trong những năm 1970, do sự lệch lạc của sự phát triển xã hội, các truyền thống nghệ thuật truyện tranh thay thế đang phát triển theo thời đại. Phong trào truyện tranh ngầm thay thế này sử dụng các mẩu truyện tranhvà truyện tranh làm phương tiện cho những thay đổi căn bản.
Trong những năm gần đây, album châu Âu vẫn là định dạng truyện tranh thống trị tại thị trường của họ, trong khi truyện tranh siêu anh hùng thống trị thị trường Mỹ hơn là truyện tiếp tục. Một số nhà xuất bản truyện tranh lớn , Entertainments và các công ty sản xuất phim hoạt hình đã được thành lập như DC Comics và Marvel Comics . Một lưu ý khác, truyện tranh Nhật Bản đang ngày càng phổ biến khi các tuyển tập phong cách Nhật Bản được xuất bản ở Mỹ trong những thập kỷ gần đây.

### Nghệ sĩ
Các họa sĩ manga One-shot quá nhiều để có thể liệt kê đầy đủ. Dưới đây là một số nghệ sĩ có tác phẩm one-shot tiêu biểu, có thể để tìm hiểu và quan tâm.

#### Emile Mercier
Emile Mercier (1901–1980) là một họa sĩ truyện tranh và hài hước người Úc nổi tiếng trong thế kỷ 20. Các tác phẩm của ông sử dụng một phong cách thông tục độc đáo của Úc.  Ông được thuê làm họa sĩ vẽ tranh biếm họa cho tờ The Sun , một tờ báo ở Sydney , vào năm 1949 và các tác phẩm truyện tranh chủ đề của ông nhắm đến khán giả từ tầng lớp trung lưu thấp hơn ở Úc. Các tác phẩm của ông có thể được tìm thấy trong các tuyển tập đã được tái bản. Một số tác phẩm one-shot của anh ấy:
- Wake Me Up At Nine! (Angus & Robertson, 1950)
- Sauce or Mustard? (1951)
- Gravy Pie (Angus & Robertson, 1953)
- Hang On Please! (Angus & Robertson, 1954)
- My Ears Are Killing Me! (Angus & Robertson, 1955)
- I'm Waiting for an Earthquake! (Angus & Robertson, 1956)
- Follow That Wardrobe! (Angus & Robertson, 1957)

#### Mark Millar
Mark Millar (sinh năm 1969) là một tác giả truyện tranh đến từ Scotland, người đã tạo ra nhiều tác phẩm truyện tranh đáng chú ý cho DC Comics và Marvel Comics như Superman: Red Son và The Ultimates .  Nhiều tác phẩm do ông viết đã được chuyển thể thành phim và ông là nhà sản xuất điều hành cho tất cả các tác phẩm đó. Các bộ phim của ông đã thu về hàng triệu đến hàng tỷ đô la Mỹ tại các phòng vé . Một số tác phẩm truyện tranh one-shot của anh ấy là:
- Revolver Special #1: "Mother's Day" (với Phil Winslade, 1990)
- Tangent Comics: The Superman: "Future Shock" (với Butch Guice, one-shot, 1998)
- Team Superman: "They Died with Their Capes On" (với Georges Jeanty, one-shot, 1999)
- 411 #1: "Tit-for-Tat" (với Frank Quitely, Marvel, 2003)

#### Will Eisner
William Erwin Eisner (1917–2005) là một họa sĩ hoạt hình có ảnh hưởng của Mỹ , người đã đóng góp rất nhiều vào ngành truyện tranh và thị trường truyện tranh của Mỹ thời kỳ đầu, ông cũng là một nhà văn và một doanh nhân. Giải thưởng Will Eisner Comic Industry Awards , hay còn được gọi tắt là Eisner Awards, được đặt tên để vinh danh Will Eisner vì những thành tựu của ông trong ngành truyện tranh. Ông đã được trao Giải thưởng Sách truyện tranh của Hiệp hội Phim hoạt hình Quốc gia cho các năm 1967, 1968, 1969, 1987, 1988 (để biết danh sách giải thưởng đầy đủ, xem Will Eisner ). Một số tác phẩm truyện tranh one-shot của anh ấy là:
- A Contract with God (1978)
- Cuộc sống trên hành tinh khác (1983)
- The Dreamer (1986)
- To the Heart of the Storm (1991)
- Người vô hình (1993)
- A Family Matter (1998)
- Phép lạ nhỏ (2000)